# 16.ª etapa da Volta a França de 2018
A 16ª etapa da Volta a França de 2018 teve lugar a 24 de julho de 2018 entre Carcasona e Bagnères-de-Luchon sobre um percurso de 218 km.

## Classificação da etapa
| \| Classificação por etapas \| Classificação por etapas \| Classificação por etapas \| Classificação por etapas \| Classificação por etapas \| \| Ciclista \| Ciclista \| Equipe \| Tempo \| \| \| ------------------------ \| ------------------------ \| ------------------------ \| ------------------------ \| ------------------------ \| \| 1. \| Julian Alaphilippe \| Quick-Step Floors \| 5h13m22s \| \| \| 2. \| Gorka Izagirre \| Bahrain-Merida \| + 15s \| \| \| 3. \| Adam Yates \| Mitchelton-Scott \| + 15s \| \| \| 4. \| Bauke Mollema \| Trek-Segafredo \| + 15s \| \| \| 5. \| Domenico Pozzovivo \| Bahrain-Merida \| + 18s \| \| \| 6. \| Robert Gesink \| LottoNL-Jumbo \| + 37s \| \| \| 7. \| Michael Valgren \| Astana \| + 56s \| \| \| 8. \| Gregor Mühlberger \| Bora-Hansgrohe \| + 56s \| \| \| 9. \| Marc Soler \| Movistar Team \| + 1m10s \| \| \| 10. \| Pierre Latour \| AG2R La Mondiale \| + 1m18s \| \| |                    |                   |          |
| |                    |                   |          |
| Fonte: ProCyclingStats |                    |                   |          |
| Classificação por etapas |                    |                   |          |
| Ciclista | Ciclista           | Equipe            | Tempo    |
| 1. | Julian Alaphilippe | Quick-Step Floors | 5h13m22s |
| 2. | Gorka Izagirre     | Bahrain-Merida    | + 15s    |
| 3. | Adam Yates         | Mitchelton-Scott  | + 15s    |
| 4. | Bauke Mollema      | Trek-Segafredo    | + 15s    |
| 5. | Domenico Pozzovivo | Bahrain-Merida    | + 18s    |
| 6. | Robert Gesink      | LottoNL-Jumbo     | + 37s    |
| 7. | Michael Valgren    | Astana            | + 56s    |
| 8. | Gregor Mühlberger  | Bora-Hansgrohe    | + 56s    |
| 9. | Marc Soler         | Movistar Team     | + 1m10s  |
| 10. | Pierre Latour      | AG2R La Mondiale  | + 1m18s  |

## Classificações ao final da etapa

### Classificação geral
| \| Classificação geral \| Classificação geral \| Classificação geral \| Classificação geral \| Classificação geral \| \| Ciclista \| Ciclista \| Equipe \| Tempo \| \| \| ------------------- \| ------------------- \| ------------------- \| ------------------- \| ------------------- \| \| 1. \| Geraint Thomas \| Team Sky \| 68h12m01s \| \| \| 2. \| Chris Froome \| Team Sky \| + 1m39s \| \| \| 3. \| Tom Dumoulin \| Team Sunweb \| + 1m50s \| \| \| 4. \| Primož Roglič \| LottoNL-Jumbo \| + 2m38s \| \| \| 5. \| Romain Bardet \| AG2R La Mondiale \| + 3m21s \| \| \| 6. \| Mikel Landa \| Movistar Team \| + 3m42s \| \| \| 7. \| Steven Kruijswijk \| LottoNL-Jumbo \| + 3m57s \| \| \| 8. \| Nairo Quintana \| Movistar Team \| + 4m23s \| \| \| 9. \| Jakob Fuglsang \| Astana \| + 6m14s \| \| \| 10. \| Daniel Martin \| UAE Team Emirates \| + 6m54s \| \| |                   |                   |           |
| |                   |                   |           |
| Fonte: ProCyclingStats |                   |                   |           |
| Classificação geral |                   |                   |           |
| Ciclista | Ciclista          | Equipe            | Tempo     |
| 1. | Geraint Thomas    | Team Sky          | 68h12m01s |
| 2. | Chris Froome      | Team Sky          | + 1m39s   |
| 3. | Tom Dumoulin      | Team Sunweb       | + 1m50s   |
| 4. | Primož Roglič     | LottoNL-Jumbo     | + 2m38s   |
| 5. | Romain Bardet     | AG2R La Mondiale  | + 3m21s   |
| 6. | Mikel Landa       | Movistar Team     | + 3m42s   |
| 7. | Steven Kruijswijk | LottoNL-Jumbo     | + 3m57s   |
| 8. | Nairo Quintana    | Movistar Team     | + 4m23s   |
| 9. | Jakob Fuglsang    | Astana            | + 6m14s   |
| 10. | Daniel Martin     | UAE Team Emirates | + 6m54s   |

### Classificação por pontos
| Classificação por pontos | Classificação por pontos | Classificação por pontos | Classificação por pontos | Classificação por pontos |
| Ciclista                 | Ciclista                 | Equipe                   | Pontos                   |                          |
| ------------------------ | ------------------------ | ------------------------ | ------------------------ | ------------------------ |
| 1.                       | Peter Sagan              | Bora-Hansgrohe           | 452 pts                  |                          |
| 2.                       | Alexander Kristoff       | UAE Team Emirates        | 170 pts                  |                          |
| 3.                       | Arnaud Démare            | Groupama-FDJ             | 133 pts                  |                          |
| 4.                       | Greg Van Avermaet        | BMC Racing Team          | 130 pts                  |                          |
| 5.                       | John Degenkolb           | Trek-Segafredo           | 128 pts                  |                          |
| 6.                       | Julian Alaphilippe       | Quick-Step Floors        | 119 pts                  |                          |
| 7.                       | Andrea Pasqualon         | Wanty-Groupe Gobert      | 100 pts                  |                          |
| 8.                       | Philippe Gilbert         | Quick-Step Floors        | 91 pts                   |                          |
| 9.                       | Sonny Colbrelli          | Bahrain-Merida           | 76 pts                   |                          |
| 10.                      | Thomas De Gendt          | Lotto-Soudal             | 71 pts                   |                          |

### Classificação da montanha
| Classificação da montanha | Classificação da montanha | Classificação da montanha | Classificação da montanha | Classificação da montanha |
| Ciclista                  | Ciclista                  | Equipe                    | Pontos                    |                           |
| ------------------------- | ------------------------- | ------------------------- | ------------------------- | ------------------------- |
| 1.                        | Julian Alaphilippe        | Quick-Step Floors         | 122 pts                   |                           |
| 2.                        | Warren Barguil            | Fortuneo-Samsic           | 73 pts                    |                           |
| 3.                        | Geraint Thomas            | Team Sky                  | 30 pts                    |                           |
| 4.                        | Bauke Mollema             | Trek-Segafredo            | 29 pts                    |                           |
| 5.                        | Rafał Majka               | Bora-Hansgrohe            | 28 pts                    |                           |
| 6.                        | David Gaudu               | Groupama-FDJ              | 25 pts                    |                           |
| 7.                        | Pierre Rolland            | EF Education First-Drapac | 23 pts                    |                           |
| 8.                        | Tom Dumoulin              | Team Sunweb               | 23 pts                    |                           |
| 9.                        | Rudy Molard               | Groupama-FDJ              | 22 pts                    |                           |
| 10.                       | Steven Kruijswijk         | LottoNL-Jumbo             | 20 pts                    |                           |

### Classificação da jovens
| Classificação dos jovens | Classificação dos jovens | Classificação dos jovens  | Classificação dos jovens | Classificação dos jovens |
| Ciclista                 | Ciclista                 | Equipe                    | Tempo                    |                          |
| ------------------------ | ------------------------ | ------------------------- | ------------------------ | ------------------------ |
| 1.                       | Pierre Latour            | AG2R La Mondiale          | 68h21m55s                |                          |
| 2.                       | Guillaume Martin         | Wanty-Groupe Gobert       | + 2m29s                  |                          |
| 3.                       | Egan Bernal              | Team Sky                  | + 13m50s                 |                          |
| 4.                       | Daniel Felipe Martínez   | EF Education First-Drapac | + 44m32s                 |                          |
| 5.                       | Søren Kragh Andersen     | Team Sunweb               | + 1h00m17s               |                          |
| 6.                       | David Gaudu              | Groupama-FDJ              | + 1h01m34s               |                          |
| 7.                       | Stefan Küng              | BMC Racing Team           | + 1h05m32s               |                          |
| 8.                       | Antwan Tolhoek           | LottoNL-Jumbo             | + 1h10m51s               |                          |
| 9.                       | Magnus Cort              | Astana                    | + 1h21m06s               |                          |
| 10.                      | Marc Soler               | Movistar Team             | + 1h23m24s               |                          |

### Classificação por equipas
| Classificação por equipes | Classificação por equipes | Classificação por equipes | Classificação por equipes |
| Equipe                    | Equipe                    | Tempo                     |                           |
| ------------------------- | ------------------------- | ------------------------- | ------------------------- |
| 1.                        | Bahrain-Merida            | 204h39m03s                |                           |
| 2.                        | Movistar Team             | + 1m08s                   |                           |
| 3.                        | Astana                    | + 56m02s                  |                           |
| 4.                        | Sky                       | + 57m33s                  |                           |
| 5.                        | Lotto NL-Jumbo            | + 58m56s                  |                           |
| 6.                        | BMC Racing Team           | + 1h24m46s                |                           |
| 7.                        | Team Sunweb               | + 1h33m01s                |                           |
| 8.                        | AG2R La Mondiale          | + 1h37m05s                |                           |
| 9.                        | Mitchelton-Scott          | + 1h41m20s                |                           |
| 10.                       | Quick-Step Floors         | + 1h51m57s                |                           |